# 厚生統計協会
一般財団法人 厚生労働統計協会（こうせいとうろうどうけいきょうかい、英文名称： Health, Labour and Welfare Statistics Association）は、厚生労働の統計、統計を活用した事業を実施する法人。以前は厚生労働省情報統計部企画課所管の財団法人であったが、公益法人制度改革に伴い2011年4月1日に一般財団法人へ移行した。

## 概要
- 所在：東京都港区六本木5-13-14
- 会長：長谷川慧重
- 設立：1953年（昭和28年）

## 事業
- 以下の事業を行う。
  - 厚生労働統計に関する調査研究・奨励事業
  - 厚生労働統計に関する政府の施策に対する協力
  - 厚生労働統計及び厚生労働統計を活用した知識の普及、啓発
  - 厚生労働統計に関する研修
  - 厚生労働統計その他厚生労働行政関連情報の収集、加工、分析及び提供
  - 厚生労働統計及び厚生労働統計を活用した知識に関する刊行物の発行
  - 厚生労働統計関係学術会議等への協賛・後援
  - 賛助会員事業